# Zitadelle von Saladin
Die Zitadelle von Saladin (Salah ad-Din) (arabisch قلعة صلاح الدين Qalaʿat Salāḥ ad-Dīn) ist eine der wenigen erhaltenen befestigten Anlagen der Stadt Kairo und zugleich eine ihrer markantesten Sehenswürdigkeiten. Sie befindet sich auf einer Anhöhe, in ostsüdöstlicher Richtung vom Stadtzentrum aus gelegen.
Die Zitadellenanlage gehört seit 1979 als Teil des Historischen Kairo zum UNESCO-Weltkulturerbe.
Erst seit Anfang des 21. Jahrhunderts ist die Zitadelle für die Öffentlichkeit zugängig. Von der Zitadelle aus genießt man einen weiten Blick über Kairo. Bei klarem Wetter sind die Pyramiden von Gizeh am Horizont zu erkennen. Gleich unterhalb der Festung liegt das islamische Zentrum Kairos; die Sultan-Hassan-Moschee und die Ibn-Tulun-Moschee sind ein Teil davon.

## Die Zitadellenanlage

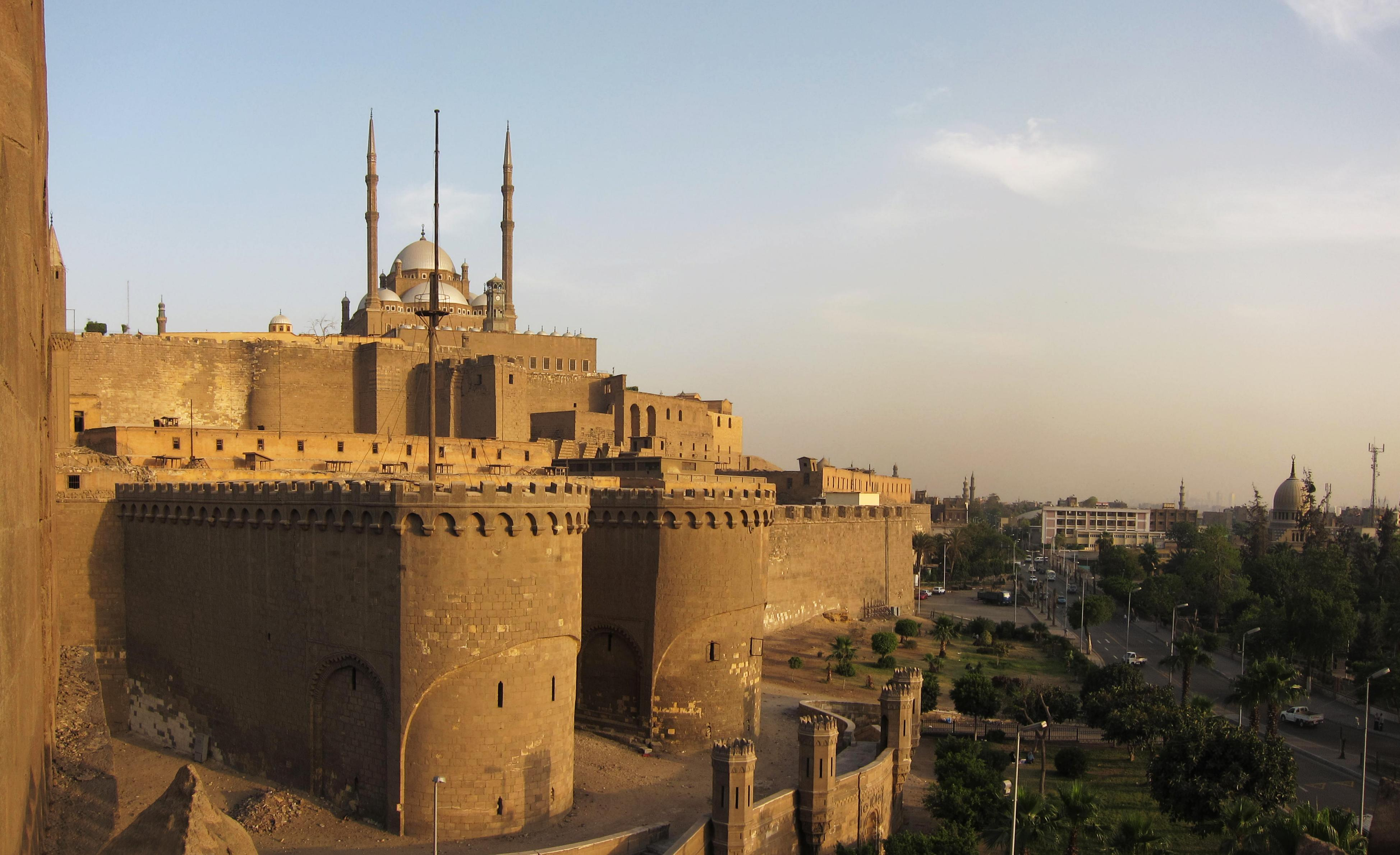
Zitadelle von Kairo

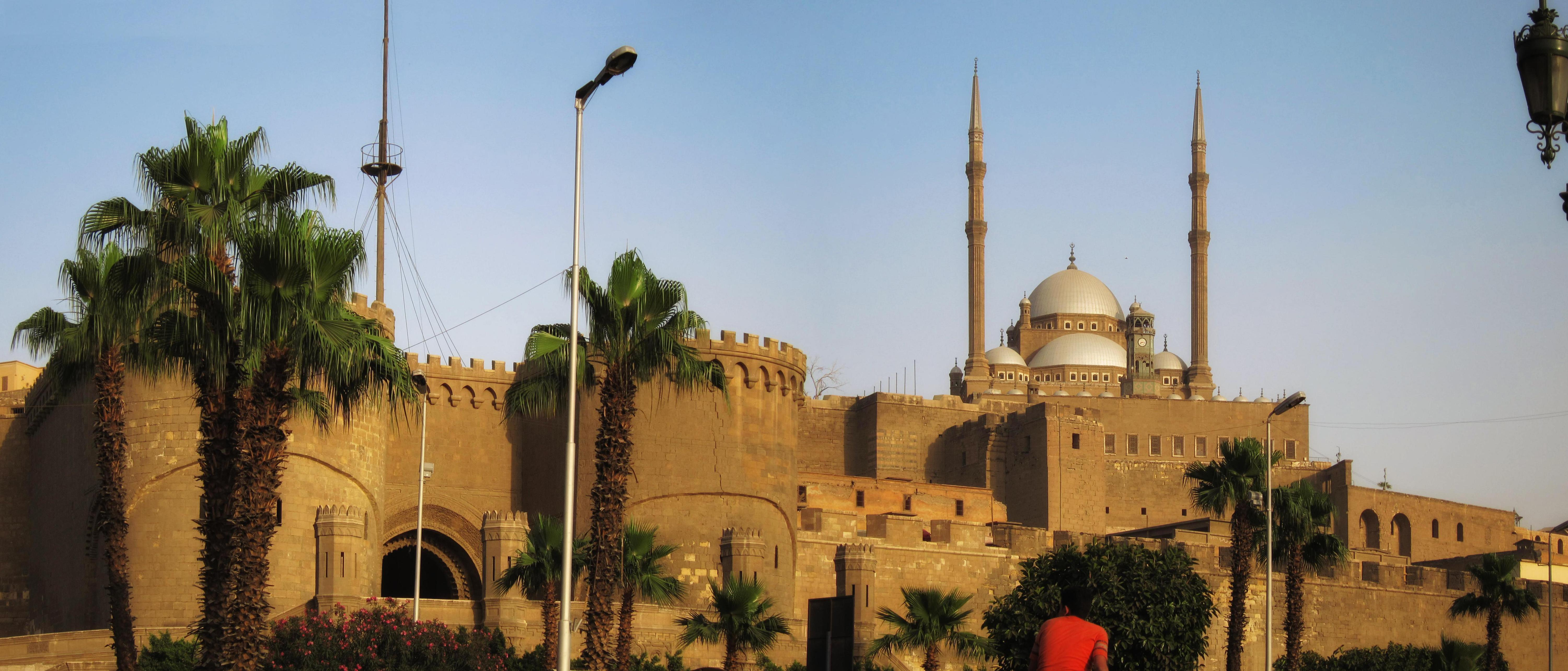
Mauern der Zitadelle mit einer Festungspforte (vorn links im Bild) – Blick schräg nach oben gerichtet

Mit dem Bau der Zitadellenanlage wurde 1176 vom Ayyubidenkönig Salah al-Din begonnen, um die Stadt Kairo besser gegen die Angriffe der Kreuzritter verteidigen zu können. Nachdem sie 1207 vollendet war, war sie die Residenz der Sultane der Mamelukenzeit und der osmanischen Paschas. Dazu diente der westliche Teil der Anlage, während der östliche Teil der Zitadelle eine militärische Funktion hatte.
Muhammad Ali Pascha (1769–1849) machte die Festung Anfang des 19. Jahrhunderts zu seinem Regierungssitz – noch in der Zeit, als er politisch in einem Abhängigkeitsverhältnis zu den Osmanen stand. Doch schon wenige Jahre später (1811) erklärte er die Unabhängigkeit Ägyptens von der osmanischen Oberherrschaft, nachdem er in der Zitadelle sämtliche 480 versammelten Mamlukenführer, die er zu einem Gastmahl geladen hatte, ermorden ließ. In der Zeit davor bildeten die Mamluken die Herrschaftselite Ägyptens. Letztere wurde weitgehend beseitigt beziehungsweise in die umliegenden Länder vertrieben.
Neben der von ihm auf dem Zitadellenplateau errichteten Muhammad-Ali-Moschee befindet sich der Schneckenbrunnen, ein Schöpfbrunnen mit spiralförmigem Treppenhaus, der als Burgbrunnen ursprünglich der Wasserversorgung der Zitadelle diente. Der Schacht ist 88 m tief; in 48 m Tiefe befindet sich ein Absatz, auf dem früher mit Hilfe von Rindern eine Schöpfvorrichtung (sakija) das Wasser aus der Tiefe beförderte.

## Muhammad-Ali-Moschee (Alabastermoschee)
Eine Explosion im Pulverlager der Zitadelle zerstörte den Palast im Jahr 1824, er wurde danach nicht mehr aufgebaut. Stattdessen begann Muhammad Ali mit dem Bau einer großen Moschee im türkischen Stil, die von seinem Sohn Sa’id Pascha 1857 vollendet wurde. Die 82 m hohen Stiftminarette sind ihr Erkennungsmerkmal. Als Vorbild dienten die Minarette Istanbuler Moscheen des Baumeisters Sinan Pascha.
Die Besucher betreten zunächst einen Vorhof, der umgeben ist von einem von kleinen Kuppeln überwölbten Arkadenumgang. In der Mitte des Hofs befindet sich ein Reinigungsbrunnen (hanafiyya) mit einem vorkragenden Kuppeldach. Er dient der rituellen Waschung vor dem Gebet.
Von diesem Hof führte eine Pforte in den Innenraum der Moschee, deren alabasterverkleidete Wände zu dem volkstümlichen Namen Alabastermoschee führten. Eine Zentralkuppel (52 m hoch, Durchmesser 21 m) überkrönt das mit dicken Teppichen ausgelegte Innere, vier kleinere Kuppeln in den Ecken und vier Halbkuppeln über den Seiten ergänzen diese.
Die ursprünglich der Beleuchtung dienenden Öllampen befinden sich mittlerweile im Museum und wurden durch elektrische Leuchten ersetzt – sie hängen kreisförmig von der Kuppel herunter und geben dem Ganzen einen schwerelosen Eindruck.
Im Inneren der Moschee sind zwei reich verzierte Kanzeln (Minbar) vorhanden. Neben der großen (älteren) Kanzel gibt es eine kleinere, die weiter in Richtung des Mihrab, der Gebetsnische, steht. So wurde der Gebetsraum erheblich vergrößert, denn kein Gläubiger darf hinter dem Vorbeter niederknien.
Der 28 m hohe Uhrturm der Alabastermoschee ist ein Geschenk des französischen Königs Louis Philippe an Muhammad Ali, welcher seinerseits Louis Philippe den Obelisken zum Geschenk machte, der sich heute auf dem Place de la Concorde befindet.

## Weitere Einrichtungen und Besonderheiten der Zitadelle
Die Zitadelle enthält darüber hinaus weitere Moscheen, unter anderem die Al-Nasir Muhammad Ibn Qalawun-Moschee, den Al-Gawhara Palast, das Militärische Museum und das Polizei-Museum.
Dem Zitadellenhügel (des Hügelgebiets Mukattam) fehlt ein Abschnitt; weswegen vermutet wird, dass dieser zeitweise den Pharaonen als Steinbruch diente, um Material für den Bau der großen Pyramiden von Gizeh zu gewinnen.

## Visuelle Eindrücke

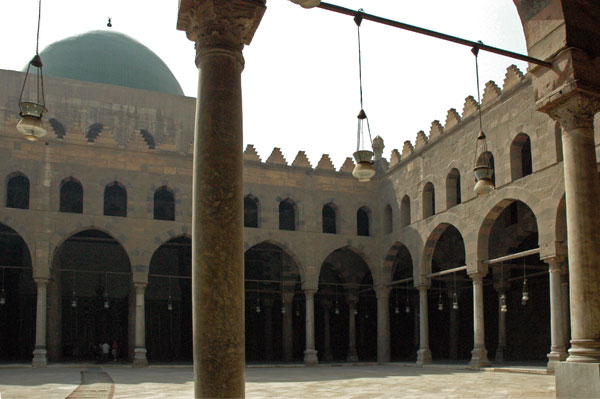
Innenhofansicht der Al-Nasir Muhammad Ibn Qalawun-Moschee, ebenfalls Teil der Zitadellenanlage
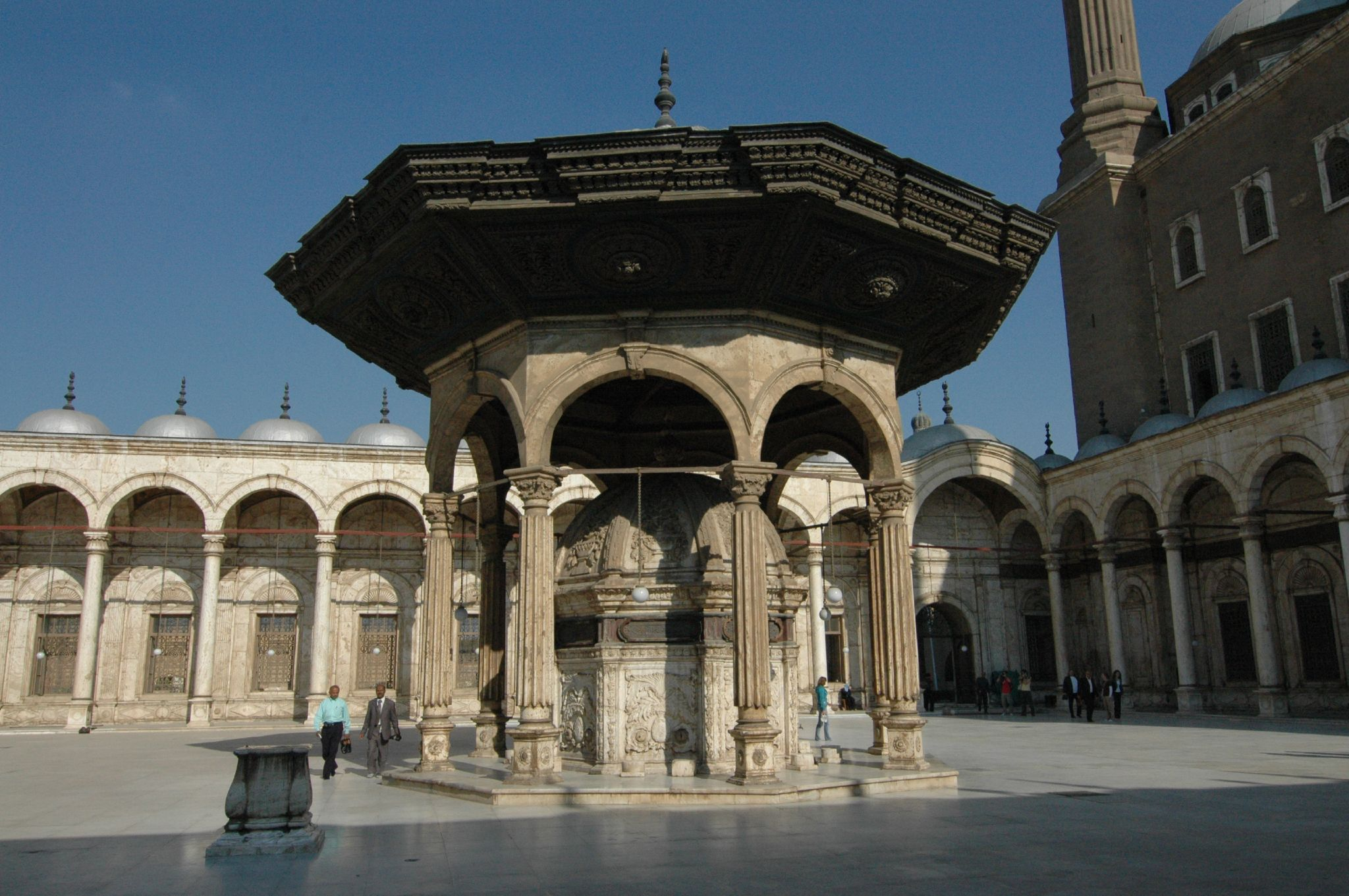
Brunnenhäuschen im Innenhof der Muhammad Ali-Moschee
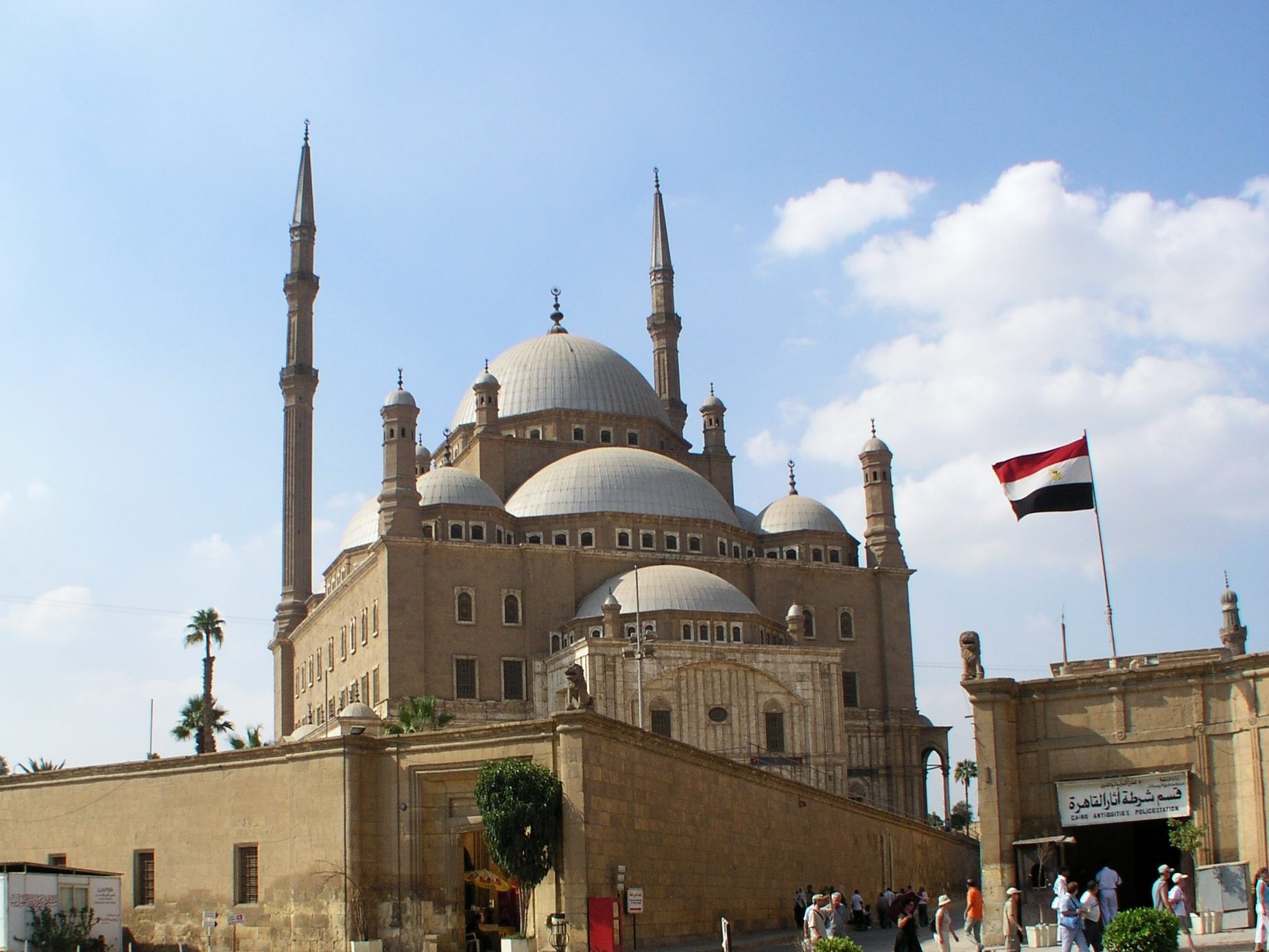
Muhammad Ali Pascha-Moschee, erbaut auf dem Areal der Zitadelle von Kairo